# Ernst Wilhelm Schuler von Senden
Ernst Wilhelm Moritz Otto baron Schuler von Senden (né le 12 avril 1812 à Breslau et mort le 16 janvier 1899 à Dessau) est un lieutenant général prussien.

## Biographie

### Origine
Ernst Wilhelm Schuler von Senden (de) est le plus jeune fils du général d'infanterie prussien Friedrich Schuler von Senden (de) (1753-1827) et de son épouse Theodora, née von Schweinitz (de). Son père reçoit l'ordre Pour le Mérite en 1807 et termine sa carrière militaire comme commandant de Breslau.

### Carrière militaire
Senden est d'abord cadet à Berlin depuis avril 1826 et est employé comme Portepeefähnrich dans le 2e régiment de grenadiers de l'armée prussienne le 29 juillet 1829. Le 11 novembre 1830, il devient sous-lieutenant et un mois plus tard, il est transféré au 34e régiment de fusiliers. Entre 1836 et 1838, il est détaché à l'école générale de Guerre de Berlin. Le 11 mai 1838, il est utilisé pendant un an de service dans la brigade d'artillerie de la Garde, puis il sert pendant trois ans comme enseignant à l'école divisionnaire de la 15e division d'infanterie. Le 20 janvier 1844, il est promu premier lieutenant, et le 15 juillet 1848, il est promu capitaine et commandant de compagnie.
Le 14 juillet 1856, il est promu major et affecté à Anklam, où il prend en charge le 3e bataillon du 2e régiment de Landwehr. Le 18 janvier 1859, il est à nouveau muté, cette fois comme commandant de bataillon au sein du 21e régiment d'infanterie (de). Le 18 octobre 1861, il est promu lieutenant-colonel et le 29 janvier 1863, il est nommé commandant du 29e régiment d'infanterie. Après avoir été promu colonel le 17 mars 1863, il dirige son régiment dans la guerre contre l'Autriche dans l'armée de l'Elbe à la bataille de Münchengrätz. Il est ensuite brièvement commandant adjoint du 31e brigade d'infanterie et reprend une brigade combinée dans la 2e corps de réserve. Pour ses services, il reçoit l'Ordre de la Couronne de 3e classe avec épées. Le 15 septembre 1866, il prend le commandement de la 17e brigade d'infanterie et est promu major général le 20 septembre.
Au début de la guerre franco-prussienne, il dirige la 3e division de la Landwehr. Ce n'est qu'en août 1870 que cette division se met en marche pour soutenir les troupes de siège devant Metz. Senden participe à la bataille de Noisseville à la fin du mois d'août. Les Prussiens envahissent Noisseville à trois reprises et en sont chassés à trois reprises. Il combat le 2 octobre à Saint-Rémy, et le 7 octobre 1870 aux Tapes-Bellevue. Sa division est alors affectée au corps du général Manteuffel, et il conduit sa division dans la Somme. Fin novembre, sous le commandement du général Kameke, il reprend le blocus de Mézières, puis celui de Péronne. Après la reddition de la petite forteresse de Rocroi, qu'il atteint le 5 janvier, Senden est promu lieutenant général le 18 janvier 1871.
Il a déjà succédé au général Kameke le 5 janvier, prenant le commandement de la 14e division d'infanterie qui opère contre les Français dans le Jura sous les ordres du général von Manteuffel. Le 14 janvier, ses troupes se tiennent à Marac, après les escarmouches de Sombacour et de Chaffois le 29 janvier, l'armistice ne tarde pas à intervenir. Senden est décoré de l'Ordre Pour le Mérite le 3 mars 1871, après avoir reçu les deux classes de la Croix de fer. Après la guerre, en juillet 1871, il prend le commandement de la 12e division d'infanterie. Le 17 septembre 1872, Senden est mis à la retraite avec l'attribution de l'Ordre de l'Aigle rouge de 1re classe avec feuilles de chêne et épées sur l'anneau.

### Famille
Senden épouse, le 26 avril 1842 à Cologne, Marie Elisabeth Kamp (1818-1897), fille du banquier Heinrich Kamp (de), membre du chambre des seigneurs de Prusse. Les enfants suivants sont nés du mariage :
- Carl Heinrich Theodor (1843-1880), capitaine prussien marié avec Hedwig Brand (1856-1928)
- Ernst Otto Wilhelm August (1845-1909), major général prussien et commandant de la 2e brigade d'infanterie à Gumbinnen et marié avec Anna Luise Birnbaum (1853-1920)
- Max Ludwig Walter (1850-1912), lieutenant-général prussien et marié avec Therese von Falkenhausen (1882-1964)
- Paul Hugo (1851-1917), lieutenant-général prussien marié avec Dorothee Friederike Julie Luise von Wrisberg (né en 1862)
- Elisabeth Hedwig Marie (1853-1936) mariée avec Alexander baron von Falkenhausen (1844-1909), Rittmeister prussien. De ce mariage, il y a sept enfants, dont le général Alexander von Falkenhausen (1878-1966).
- Martha Helene Mathilde (née en 1855) mariée avec Heinrich Schenk (1839-1919), lieutenant général prussien